# Dioxiraan
Dioxiraan is een heterocyclische organische verbinding met als brutoformule CH2O2. De structuur bestaat uit een verzadigde driering (cyclopropaan), waarbij twee koolstofatomen vervangen zijn door twee zuurstofatomen. Door de relatief kleine ring en de aanwezigheid van twee heteroatomen, bezit de verbinding een grote ringspanning. Dioxiraan wordt als oxidator gebruikt bij organische reacties en syntheses.